# Tomislav Tolušić
Tomislav Tolušić (ur. 12 lutego 1979 w Viroviticy) – chorwacki polityk i samorządowiec, parlamentarzysta, w latach 2016–2019 minister rozwoju regionalnego i zarządzania funduszami europejskimi, od 2016 do 2019 minister rolnictwa, od 2018 również wicepremier.

## Życiorys
W 1997 wstąpił do Chorwackiej Wspólnoty Demokratycznej. W 2003 ukończył studia prawnicze na Uniwersytecie w Zagrzebiu. Odbył staże zawodowe m.in. w Radzie Europy i Parlamencie Europejskim. W latach 2004–2008 pracował w administracji miejskiej Viroviticy.
W 2008 powołany na żupana żupanii virowiticko-podrawskiej. Reelekcję na to stanowisko uzyskiwał w wyborach bezpośrednich w 2009 i 2013. W czasie pełnienia przez niego tej funkcji żupania znalazła się wśród jednostek najaktywniej wykorzystujących fundusze europejskiej. W wyborach w 2015 Tomislav Tolušić został wybrany w skład Zgromadzenia Chorwackiego.
W styczniu 2016 z rekomendacji HDZ objął urząd ministra rozwoju regionalnego i zarządzania funduszami europejskimi w rządzie Tihomira Oreškovicia. W przedterminowych wyborach w tym samym roku z powodzeniem ubiegał się o poselską reelekcję. W październiku 2016 w nowo utworzonym rządzie Andreja Plenkovicia stanął na czele ministerstwa rolnictwa. W maju 2018 objął dodatkowo stanowisko wicepremiera. W lipcu 2019 zakończył pełnienie obu funkcji w rządzie.